# Teatre Principal (Olot)
El Teatre Principal d'Olot, ubicat al Firal, és un edifici que ha viscut múltiples reformes al llarg dels anys. Les primeres referències daten del segle xvii. El 1842 es va reedificar i ampliar. El 1874 va ser incendiat pel general carlí Savalls i els seus escamots, durant les guerres carlines. Després de la guerra, l'Ajuntament el feu reconstruir de nou, i el 1887 es tornà a inaugurar, tot i que la façana es va refer el 1902. En l'actualitat és un equipament públic que gaudeix d'una àmplia programació per a tots els públics. El desembre del 2020, el Teatre Principal va ser declarat Bé Cultural d'Interès Nacional en la categoria de Monument Històric. És una obra d'Olot inclosa a l'Inventari del Patrimoni Arquitectònic de Catalunya.

## Descripció
Presenta tres entrades amb arcs de mig punt. Entre els espais els arcs hi ha un medalló amb una esfinx. En el segon pis hi ha un balcó amb balustrada i tres portes amb llinda decorada, les laterals amb frontó triangular i la central amb un de semicircular.
Al costat del balcó hi ha dues finestres amb balustrades i una llinda decorada. El tercer pis està format per una sèrie de petites finestres al costat de les quals hi ha una decoració vegetal. L'edifici té una cornisa que queda trencada per un frontó semicircular on hi ha l'escut de la vila.

## Història
A mesura que avançà el segle xix i especialment durant la segona meitat, els mòduls neoclàssics, sense desaparèixer del tot, donen pas a una arquitectura molt més historicista i eclèctica, és a dir, reinterpretació vuitcentista —imitació i barreja— d'estils del passat: romànic, gòtic, barroc, etc.
En aquesta línia se situaria el Teatre Municipal d'Olot, reedificació d'un altre d'anterior (1842), cremat en un incendi el 1874. Aquesta reedificació la dugué a terme Martí Sureda i Deulovol (1822-1890), un dels arquitectes més significatius del segle xix gironí. Sureda tingué una intensa activitat com a professional i teòric de l'arquitectura. Destacà com a urbanista, constructor i restaurador. Fou arquitecte municipal de Girona (1847-1859) i provincial (1859-1875), creà una Escola d'Obres Públiques, el Museu Provincial i fou membre de la Comissió Provincial de Monuments, on elaborà (1856) un inventari de monuments provincials.
A la reconstrucció del Teatre d'Olot utilitzà el seu típic estil monumentalista que es reflecteix especialment a les tres arcades de la planta baixa. La façana, però, fou refeta de nou el 1902 per Pujol, Cordomí i Toronell, així com l'ornamentació interior.